# Waaghaus (Bozen)

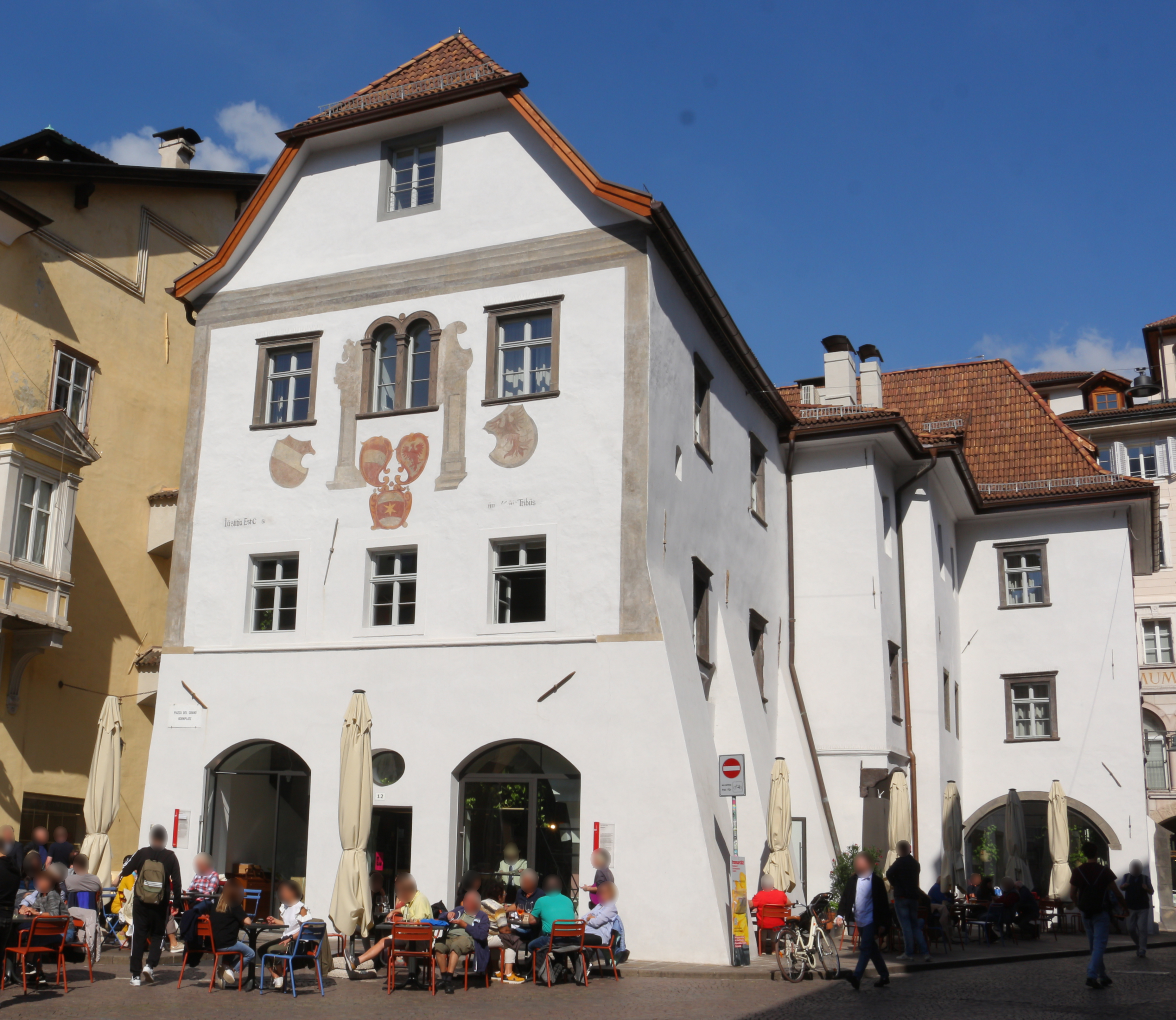
Das Bozner Waaghaus von Südosten

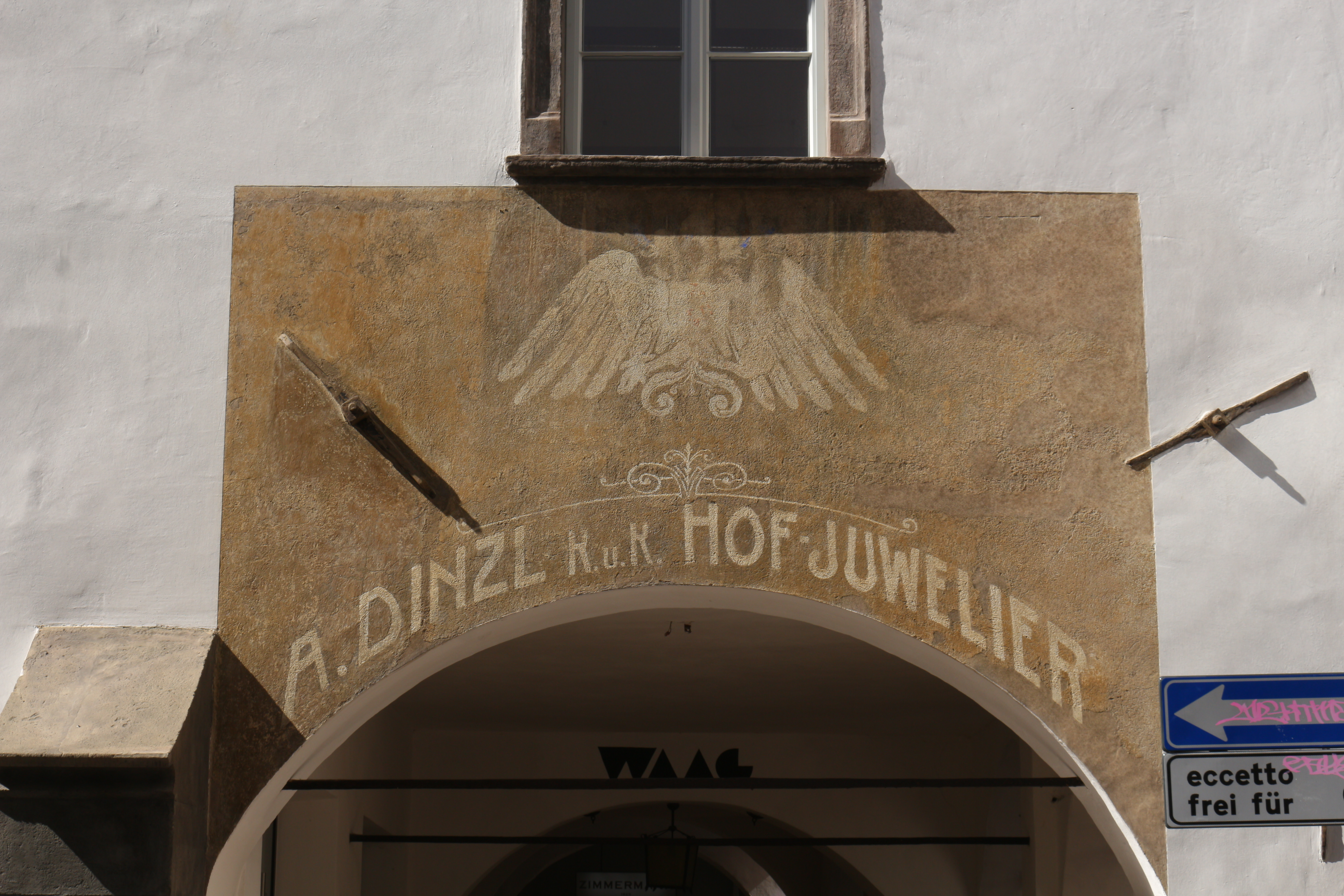
Aufschrift des K.u.K. Hof-Juweliers A. Dinzl am Waaghaus unter den Lauben mit dem Doppeladler

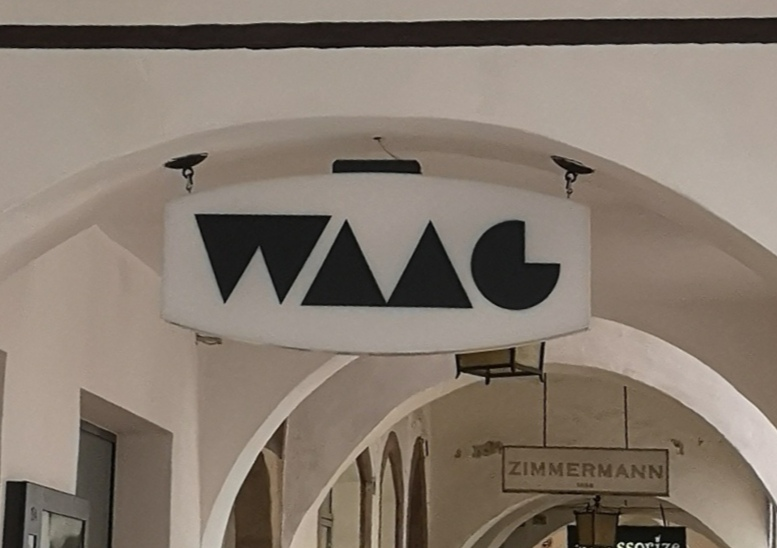
Das Logo des Kulturzentrums Waag (2020)

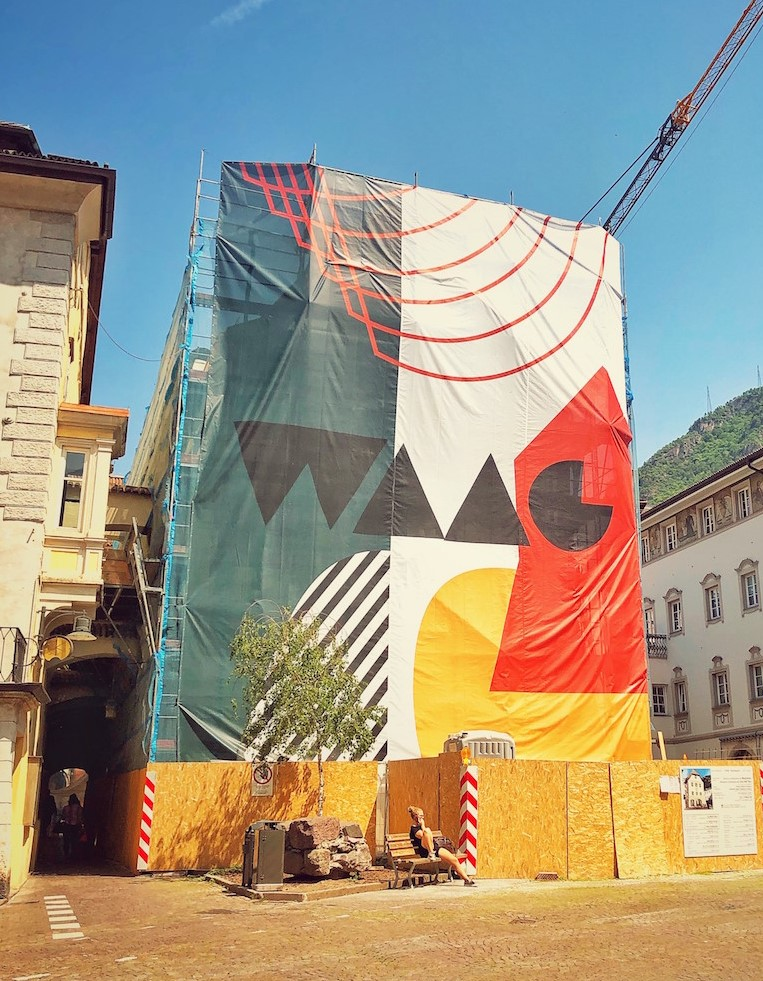
Das noch verhüllte Waaghaus im Sommer 2019 mit seinem neuen Logo

Das Waaghaus von Bozen liegt am Kornplatz. Es beherbergte die öffentliche Waage der Südtiroler Landeshauptstadt. 

## Geschichte
Das Gebäude ist zwischen den südlichen Lauben und dem ehemaligen zentralen Kornmarktplatz gelegen und war bis 1780 Sitz der öffentlichen Fronwaage, wo nach den alten Marktbestimmungen Getreide und Flüssigkeiten gemessen bzw. gewogen wurden. Auf einem Schwibbogen, der das Haus mit dem nächsten Laubenhaus verbindet, ist die Waage auf einem Fresko von Albert und Rudolf Stolz aus dem frühen 20. Jahrhundert in historisierender Absicht abgebildet. Auf der Gegenseite, unter den Lauben, ist ein Kreuzigungsfresko von Silvester Müller aus dem frühen 16. Jahrhundert erhalten. Architekturgeschichtlich handelt es sich im Kern um eine ursprünglich romanische Hausanlage des 13. Jahrhunderts, deren regelmäßig abgeglichenes Mauerwerk an der östlichen Außenmauer partiell noch erhalten geblieben ist. Der giebelständige Bau weist ein ausladendes Krüppelwalmdach auf. Das zentrale Doppelbogenfenster an der Fassade ist von gemalten Eckpilastern aus dem 16. Jahrhundert gerahmt. Daneben befinden sich Wappendarstellungen (Österreich, Tirol, Bozen), wobei der österreichische Bindenschild und der Tiroler Adler wiederholt sind. 
Mit dem einträglichen Amt der Getreideaufsicht und der „fronwage zu Bozen“ belehnten 1343 die Grafen von Tirol (Markgraf Ludwig von Brandenburg) den Cuen weilend Frizen sun an dem Obern tor ze Bozen und den Engelein weilend Hans des Cuenen sun von Bozen. Ab 1368 hatte die Familie der Vintler das Waagamt inne, ab 1580 die Grafen von Wolkenstein, die es bis 1633 behielten. In der Bozner Marktordnung von ca. 1450 wird jegliche Wägung von Ware außerhalb der „rechten gesworn wag“ unter Strafe verboten. In einer Urkunde von 1450 fungiert das Waaghaus (zu Botzen in dem Waghus) als öffentliche Pfandleihstelle für Augsburger Aktanten.
Am 1. Januar 1855 wurde im Waaghaus die erste Filiale der Südtiroler Sparkasse mit der Bezeichnung Bozner Sparkasse eröffnet. Nach umfassender bautechnischer wie energetischer Sanierung, bei deren Gelegenheit eine umfassende Bauuntersuchung und Baualterbestimmung vorgenommen wurden, ist im Gebäude seit 2020 der Kulturtreffpunkt Waag untergebracht. Hier befinden sich seit 2020 auch die Bozner Büros der Europaregion Tirol–Südtirol–Trentino.